# Hindsholm Egnsmuseum
Hindsholm Egnsmuseum er et kulturhistorisk egnsmuseum på Hindsholm, beliggende i landsbyen Martofte 13 km nord for Kerteminde.
Hele museets samling er grundlagt af Charles Nielsen, der var en ivrig samler af historiske genstande fra sin hjemegn på Hindsholm. Samlingen blev overdraget til Kerteminde Kommune i 1995.
Museet indeholder en kulturhistorisk samling fra Hindsholm og omegn, primært af forskellige redskaber og værktøj fra før industrialiseringen. Der findes også flere oldtidsfund fra området, hovedsageligt fra Scheelenborgs jorder, og en samling af udstoppede fugle.
Kerteminde Museum overtog driften af udstillingen i 1997. Museet blev indrettet i Martoftes gamle skole, som museet deler med Holmens Hus, der er et fælles kultur- og aktivitetssted for Hindsholms beboere.
I 2009 blev museerne i Kerteminde og Nyborg fusioneret til Østfyns Museer, som i 2017 stoppede tilskuddet til Hindsholm Egnsmuseum og ville lukke det, i hvert fald i en periode. Men lokalbefolkningen stiftede en forening, der skal drive museet videre med frivillige, som arbejder uden løn. Kerteminde Kommune bidrager med rengøring.